# Якамара білочерева
Якамара білочерева (Galbula leucogastra) — вид дятлоподібних птахів родини якамарових (Galbulidae).

## Поширення
Птах поширений на півночі Південної Америки. Трапляється в Бразилії, Французькій Гвіані, Суринамі, Гаяні, Венесуелі, на сході Колумбії та на крайній півночі Болівії. Його природним середовищем проживання є тропічні та субтропічні вологі низовинні ліси і вторинні ліси

## Опис
Дрібний птах, завдовжки 19-22 см. Дзьоб довгий (до 5 см), прямий, загострений, чорного кольору. Більша частина його тіла темного забарвлення з коричневим або фіолетовим відтінком. Голова темно-синя. Черево та поперечна смуга на горлі білі. Хвіст довгий і вузький.